# Polygala tatarinowii
Polygala tatarinowii är en jungfrulinsväxtart som beskrevs av Eduard August von Regel. Polygala tatarinowii ingår i släktet jungfrulinssläktet, och familjen jungfrulinsväxter. Inga underarter finns listade i Catalogue of Life.